# Grant Naylor
Grant Naylor war das Pseudonym des britischen Autoren-Duos Rob Grant und Doug Naylor, das unter anderem verantwortlich für Red Dwarf war, welches als Buch- und sehr erfolgreiche Fernsehserie produziert wurde.
Dabei bezeichneten Grant und Naylor selbst dieses Pseudonym als „gestalt entity“, also etwas, was größer als die Summe seiner Teile ist.

## Entstehung und Produktion vonRed Dwarf
Die Zusammenarbeit beider Autoren begann Mitte der 1980er Jahre, als das Duo als Co-Autoren für den Sender BBC Radio 4 gemeinsam Programme wie Cliché und seinen Nachfolger Son of Cliché entwickelte. Heute werden die Episoden von 1983 bis 1987 auf dem digitalen Sender BBC Radio 7 ausgestrahlt. Außerdem schrieben Grant und Naylor für Fernsehprogramme wie Spitting Image, The 10 Percenters und verschiedene Projekte von Jasper Carrott (Carrott’s Lib, 1982).
Das Duo wird im Übrigen in den Credits für die Texte von The Chicken Song und einer Anzahl weiterer musikalischer Parodien der satirischen Fernsehshow Spitting Image geführt. The Chicken Song gewann im Vereinigten Königreich für seine Verkaufszahlen die Silver Disc, die durchaus vergleichbar ist mit der im deutschen Sprachraum üblichen Goldenen Schallplatte und war 1986 drei Wochen an der Spitze der britischen Singlecharts.
Die Grant-Naylor-Zusammenarbeit, wie man sie später nennen sollte, ist am besten bekannt für die Schöpfung der Science-Fiction-Comedy-TV-Serie Red Dwarf. Gerade Grant wurde mehrfach dafür gewürdigt, dass der Humor und Esprit der ersten Folgen eine größere Rolle gespielt habe. Rob Grant erschien sogar 1989 in der Episode Backwards ohne Erwähnung im Abspann als Mann, der seine Zigarette nicht raucht. Die späteren Episoden von Red Dwarf wurden von einer Firma produziert, die man nach dem Namen des Pseudonyms benannte: Grant Naylor Productions.
In der zweiten Hälfte der 1990er Jahre nach dem Erfolg der sechsten Staffel der Serie endete die Zusammenarbeit, als Rob Grant künstlerische Differenzen für seinen Weggang aus dem Produktionsteam verantwortlich machte und somit Doug Naylor mit der alleinigen Verantwortung für die Serie zurückließ. Grants Hauptgrund war jedoch eher, dass er seinen eigenen Worten nach mehr als nur Red Dwarf auf seinem Grabstein als Würdigung stehen haben wolle.
Während der gemeinsamen Schaffenszeit für Red Dwarf schrieben sie bei sechs Staffeln insgesamt 36 Episoden und zwei Bücher zusammen, zeichneten für die letzten vier als Produzenten verantwortlich und führten in verschiedenen Folgen selbst Regie.

## Nach der Trennung
Doug Naylor fuhr fort mit der Produktion von den Staffeln 7 und 8 in Zusammenarbeit mit anderen Autoren. Seit 2007 war Grant Naylor Productions in erster Linie damit beschäftigt die Produktion für die DVD-Veröffentlichung von Red Dwarf in Gang zu bringen und die Rückkehr des Red Dwarf in einem dreiteiligen Special Red Dwarf: Back ot Earth vorzubereiten, die 2009 veröffentlicht wurde.
Rob Grant schrieb dagegen 1999 und 2000 als unabhängiger Autor zwei Fernsehserien, Dark Ages und Strangerers, und bearbeitete das Script der Serie Stressed Eric. In den vergangenen Jahren schrieb er darüber hinaus neben dem bereits erwähnten Red Dwarf-Spinoff drei weitere Romane; Colony (2001), Incompetence (GollanczF.) (2004) und Fat (GollanczF.) (2006).

## Bücher
- Grant Naylor: Red Dwarf, Penguin, London 1989, ISBN 0-14-012437-3
- Grant Naylor: Better than Life. Roc 1993, ISBN 978-0-451-45231-3.
- Grant Naylor: Infinity Welcomes Careful Drivers. Penguin, London 1995, ISBN 978-0-14-012437-8.
- Doug Naylor: Last Human. Penguin, London 1995, ISBN 978-0-14-014388-1.
- Rob Grant: Backwards. Penguin, London 1996, ISBN 978-0-14-017150-1.

in deutscher Übersetzung
- Grant Naylor: Roter Zwerg. Übersetzung: Wolfgang Thon, Blanvalet, Berlin 2009, ISBN 978-3-442-26665-4.
- Grant Naylor: Besser als das Leben. Übersetzung: Wolfgang Thon, Blanvalet, Berlin 2010, ISBN 978-3-442-26696-8.
- Rob Grant: Volle Kraft zurück. Übersetzung: Wolfgang Thon, Blanvalet, Berlin 2010, ISBN 978-3-442-26695-1.
- Doug Naylor: Der letzte Mensch. Übersetzung: Wolfgang Thon, Blanvalet, Berlin 2011, ISBN 978-3-442-26694-4.